# Highborn
Highborn est un jeu vidéo de rôle humoristique développé et édité par Jet Set Games, sorti en 2010 sur Windows, Mac et iOS.

## Accueil
- Canard PC : 3/10 (PC)[1]
- Pocket Gamer : 7/10 (iOS)[2]